# 卡普肖 (阿拉巴馬州)
卡普肖（英語：Capshaw）是一個位於美國阿拉巴馬州萊姆斯通縣的非建制地區。該地的面積和人口皆未知。

## 地理
卡普肖的座標為34°46′23″N 86°47′34″W / 34.77306°N 86.79278°W，而該地的平均海拔高度為206米（即676英尺）。